# 3657 Ermolova
3657 Ermolova eller 1978 ST6 är en asteroid i huvudbältet som upptäcktes den 26 september 1978 av den sovjetisk-ryska astronomen Ljudmila Zjuravljova vid Krims astrofysiska observatorium på Krim. Den är uppkallad efter den ryska skådespelaren Maria Jermolova (1853–1928).
Asteroiden har en diameter på ungefär sex kilometer och tillhör asteroidgruppen Vesta.